# Französische Badmintonmeisterschaft 1997
Die Französische Badmintonmeisterschaft 1997 fand in Challans statt. Es war die 48. Austragung der nationalen Titelkämpfe im Badminton in Frankreich.

## Titelträger
| Disziplin    | Sieger                           |
| ------------ | -------------------------------- |
| Herreneinzel | Bertrand Gallet                  |
| Dameneinzel  | Sandra Dimbour                   |
| Herrendoppel | Manuel Dubrulle Vincent Laigle   |
| Damendoppel  | Sandra Dimbour Christelle Szynal |
| Mixed        | Manuel Dubrulle Sandrine Lefèvre |